# 西施花
西施花（学名：Rhododendron ellipticum Maxim.）为杜鹃花科杜鵑花属下的一个种。別名西施杜鵑或青紫花，是杜鵑花可裡比較耐蔭的一種，通常長在海拔200公尺到2500公尺森林的濕潤環境中，植株的高度約在1至4公尺，屬常綠喬木。
花色在白至桃紅色之間，通常二至三朵花集生於枝端，為雌雄同株，一朵花內雄蕊約10枚，柱頭膨大成頭狀，萼片光滑，5個深裂，常有花瓣化的現象，甚至顏色也和花瓣一致，子房為光滑的圓柱形，花期在每年的3至4月份，花謝後，於每年的秋季結為蒴果。